# Tour de l'Aude femení
El Tour de l'Aude femení (en francès Tour de l'Aude cycliste féminin) és una competició ciclista per etapes de categoria femenina que es disputava per les carreteres al departament de l'Aude, al sud de França. La cursa es creà el 1985 i formava part del calendari de l'UCI. L'última edició es va fer al 2010. Era considerada una de les grans proves per etapes en el ciclisme femení.

## Palmarès
| Any  | Vencedora            | Segona               | Tercera                    |
| ---- | -------------------- | -------------------- | -------------------------- |
| 1985 | Janelle Parks        | Denise Burton        | Imelda Chiappa             |
| 1986 | Phyllis Hines        | Virginie Lafargue    | Al·la Iàkovleva            |
| 1987 | Maria Canins         | Tamara Poliakova     | Jeannie Longo              |
| 1988 | Jeannie Longo        | Maria Canins         | Lisa Brambani              |
| 1989 | Cecile Odin          | Nadejda Kibardina    | Sarah Neil                 |
| 1990 | Catherine Marsal     | Leontien van Moorsel | Denise Kelly               |
| 1991 | Leontien van Moorsel | Catherine Marsal     | Inga Thompson              |
| 1992 | Julie Young          | Paola Turcutto       | Inga Thompson              |
| 1993 | Jeannie Longo        | Leontien van Moorsel | Marion Clignet             |
| 1994 | Catherine Marsal     | Rasa Polikeviciute   | Aleksandra Koliaseva       |
| 1995 | Valentina Polchanova | Rasa Polikeviciute   | Svetlana Bubnenkova        |
| 1996 | Aleksandra Koliaseva | Svetlana Bubnenkova  | Catherine Marsal           |
| 1997 | Linda Jackson        | Svetlana Bubnenkova  | Heidi Van De Vijver        |
| 1998 | Fabiana Luperini     | Valentina Polchanova | Catherine Marsal           |
| 1999 | Lyne Bessette        | Hanka Kupfernagel    | Heidi Van De Vijver        |
| 2000 | Hanka Kupfernagel    | Mirjam Melchers      | Geraldine Loewenguth       |
| 2001 | Lyne Bessette        | Judith Arndt         | Susanne Ljungskog          |
| 2002 | Judith Arndt         | Valentina Polchanova | Edita Pucinskaite          |
| 2003 | Judith Arndt         | Lyne Bessette        | Susanne Ljungskog          |
| 2004 | Trixi Worrack        | Judith Arndt         | Kimberley Bruckner-Baldwin |
| 2005 | Amber Neben          | Trixi Worrack        | Kristin Armstrong          |
| 2006 | Amber Neben          | Susanne Ljungskog    | Trixi Worrack              |
| 2007 | Susanne Ljungskog    | Trixi Worrack        | Judith Arndt               |
| 2008 | Susanne Ljungskog    | Judith Arndt         | Trixi Worrack              |
| 2009 | Claudia Häusler      | Trixi Worrack        | Marianne Vos               |
| 2010 | Emma Pooley          | Mara Abbott          | Emma Johansson             |